# Crème kijkgaatje
Het crème kijkgaatje (Monopis crocicapitella) is een vlinder uit de familie echte motten (Tineidae). De wetenschappelijke naam is voor het eerst geldig gepubliceerd in 1859 door Clemens.
De soort komt voor in Europa. In België en Nederland wordt de vlinder regelmatig waargenomen.